# Trifolium trichocalyx
Trifolium trichocalyx är en ärtväxtart som beskrevs av Amos Arthur Heller. Trifolium trichocalyx ingår i släktet klövrar, och familjen ärtväxter. Inga underarter finns listade i Catalogue of Life.